# Ризький вагонобудівний завод
Ризький вагонобудівний завод, РВЗ (латис. Rīgas Vagonbūves Rūpnīca, RVR) — одне з найбільших вагонобудівних підприємств колишнього СРСР та одне з найбільших машинобудівних підприємств Латвії. Відомий виробник електропоїздів, дизель-поїздів та трамвайних вагонів.
Впродовж своєї історії завод виробляв електропоїзди ЕР1, ЕР2, ЕР7, ЕР9 традиційної компоновки, а також ЕР22 (для СРСР), ЕР25 (для Болгарії), ЕР31 (для Югославії / Сербії) з трьома дверима по бортах вагонів. Крім того, заводом в 1973 і в 1988 були виготовлені два склади швидкісного електропоїзда ЕР200.
На початку 21-го століття підприємство займалося виготовленням, ремонтом та модернізацією продукції для залізниць (електропоїзд, дизель-поїзди, автомотриси, вантажні платформи і візки) і міських комунальних потреб (трамвайні вагони).
Починаючи з 2017 року розпочато процес банкрутства заводу.

## Перелік моделей виробництва РВЗ

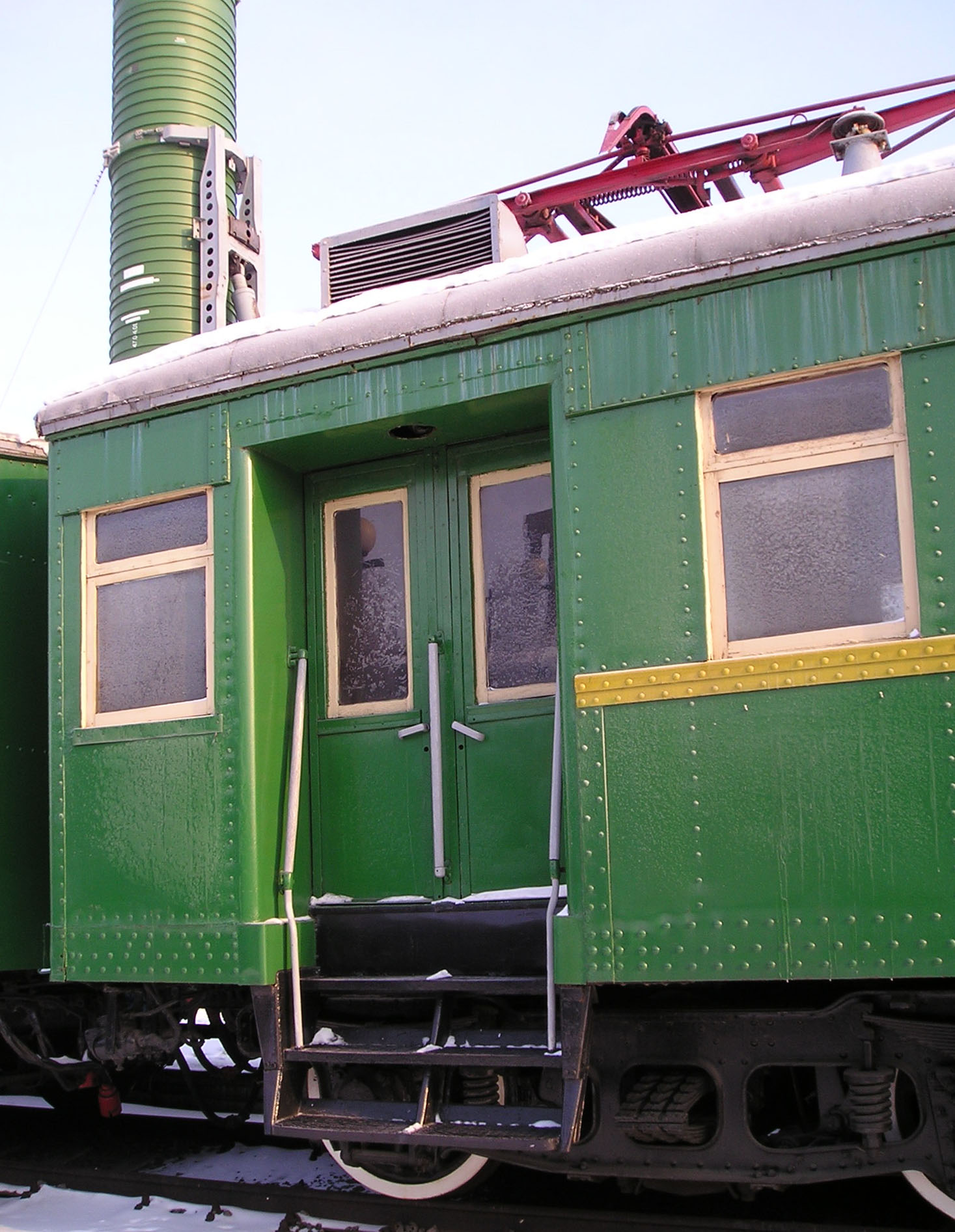
Моторний вагон електросекції С^{М}_{3}

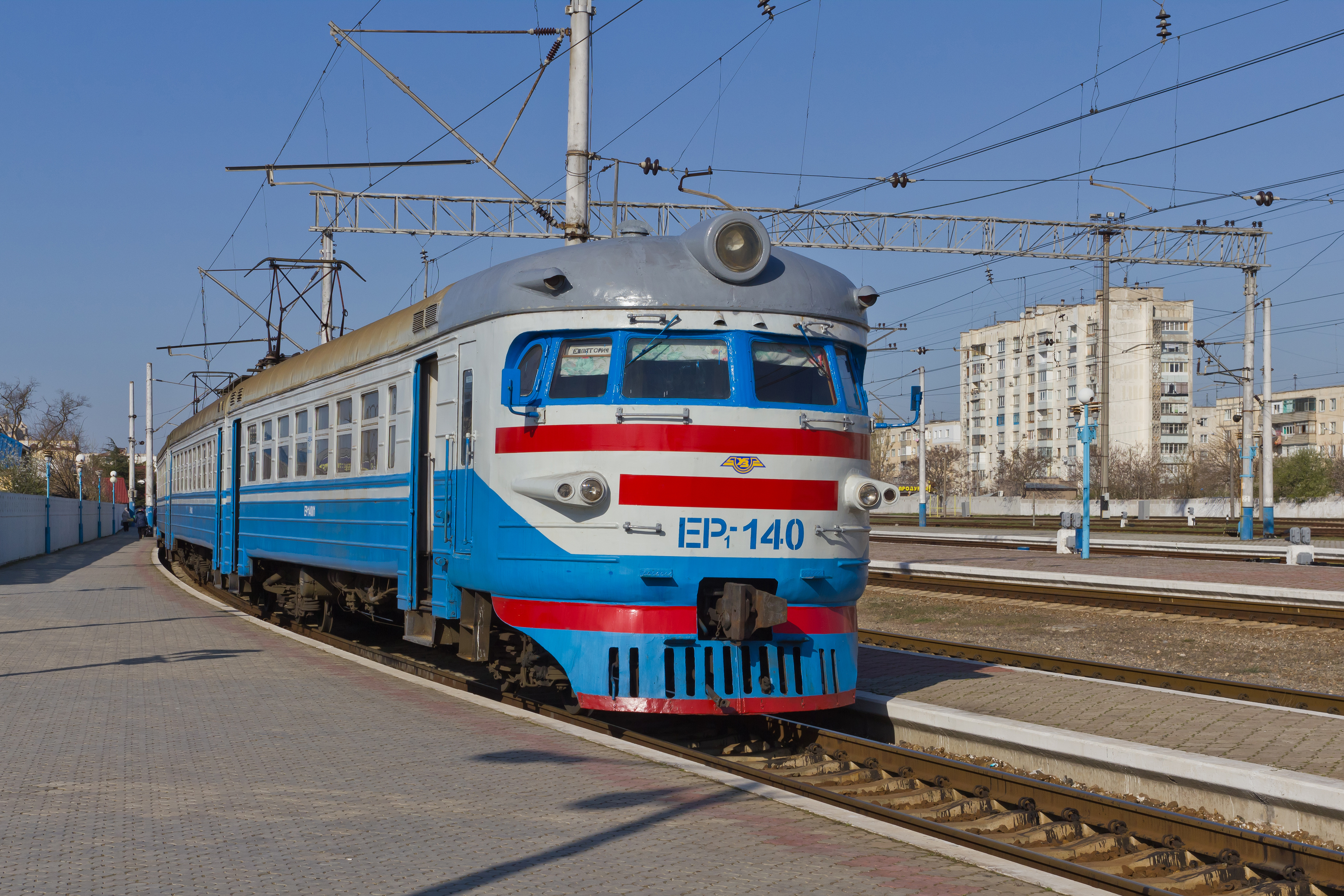
Електропоїзд ЕР1-140

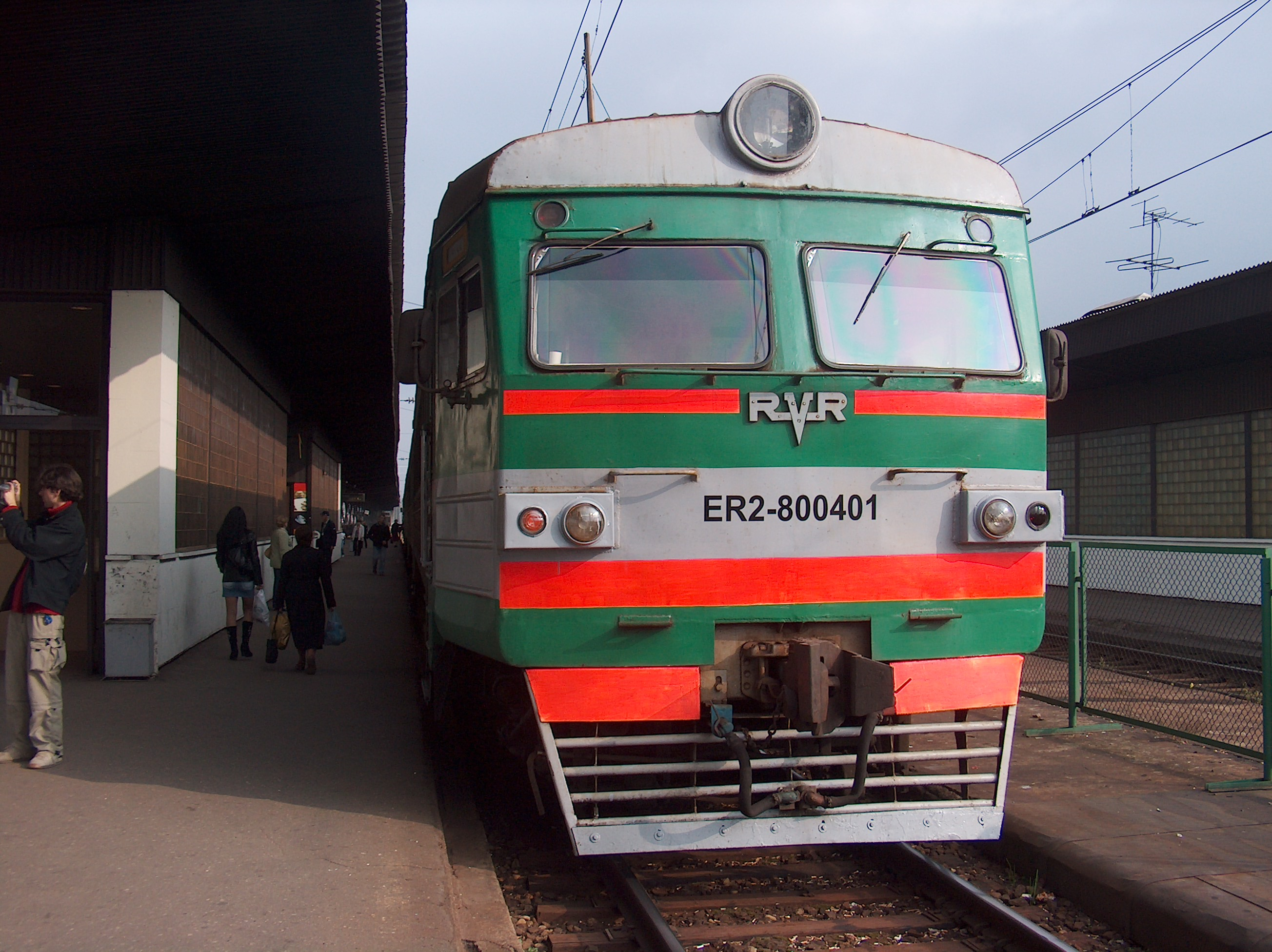
Електропоїзд ЕР2-800401

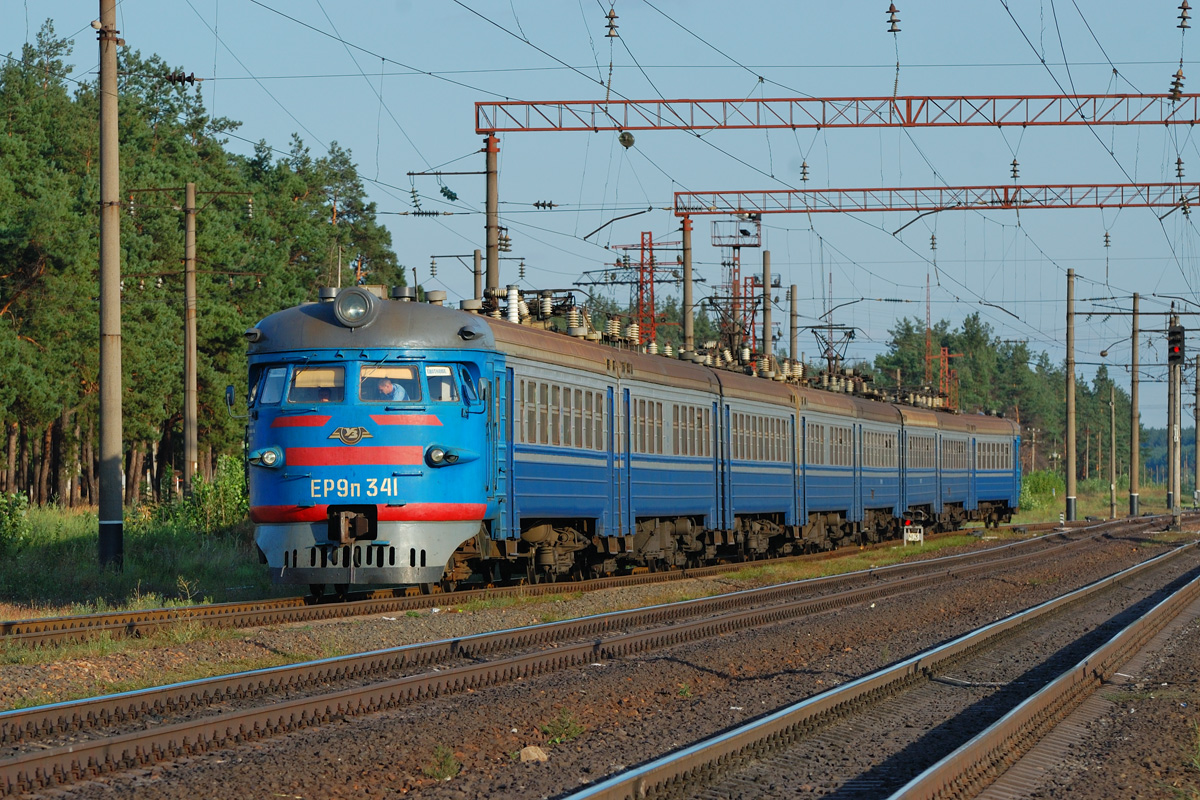
Електропоїзд ЕР9П-341 на Одеській залізниці

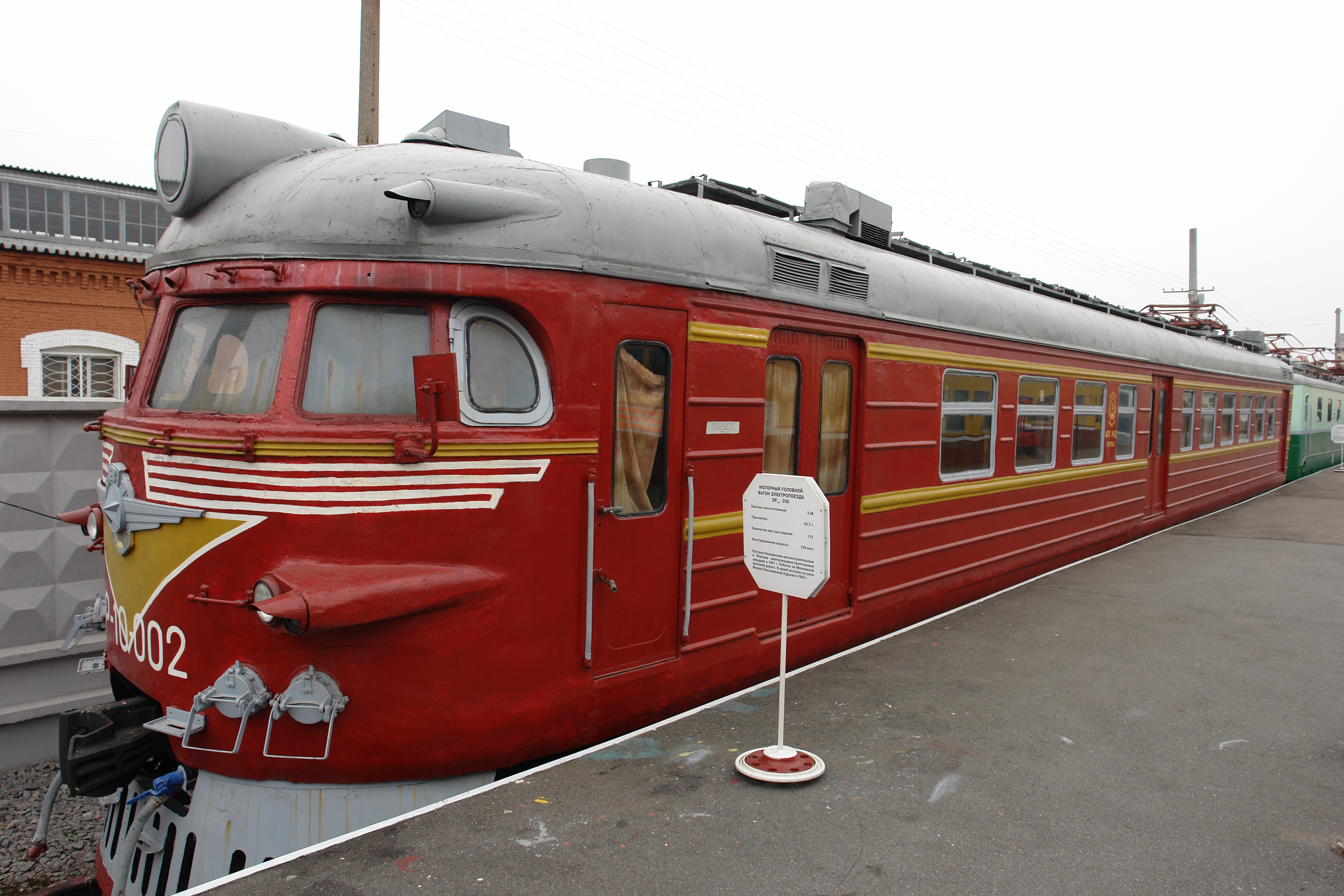
Електропоїзд ЕР10-206

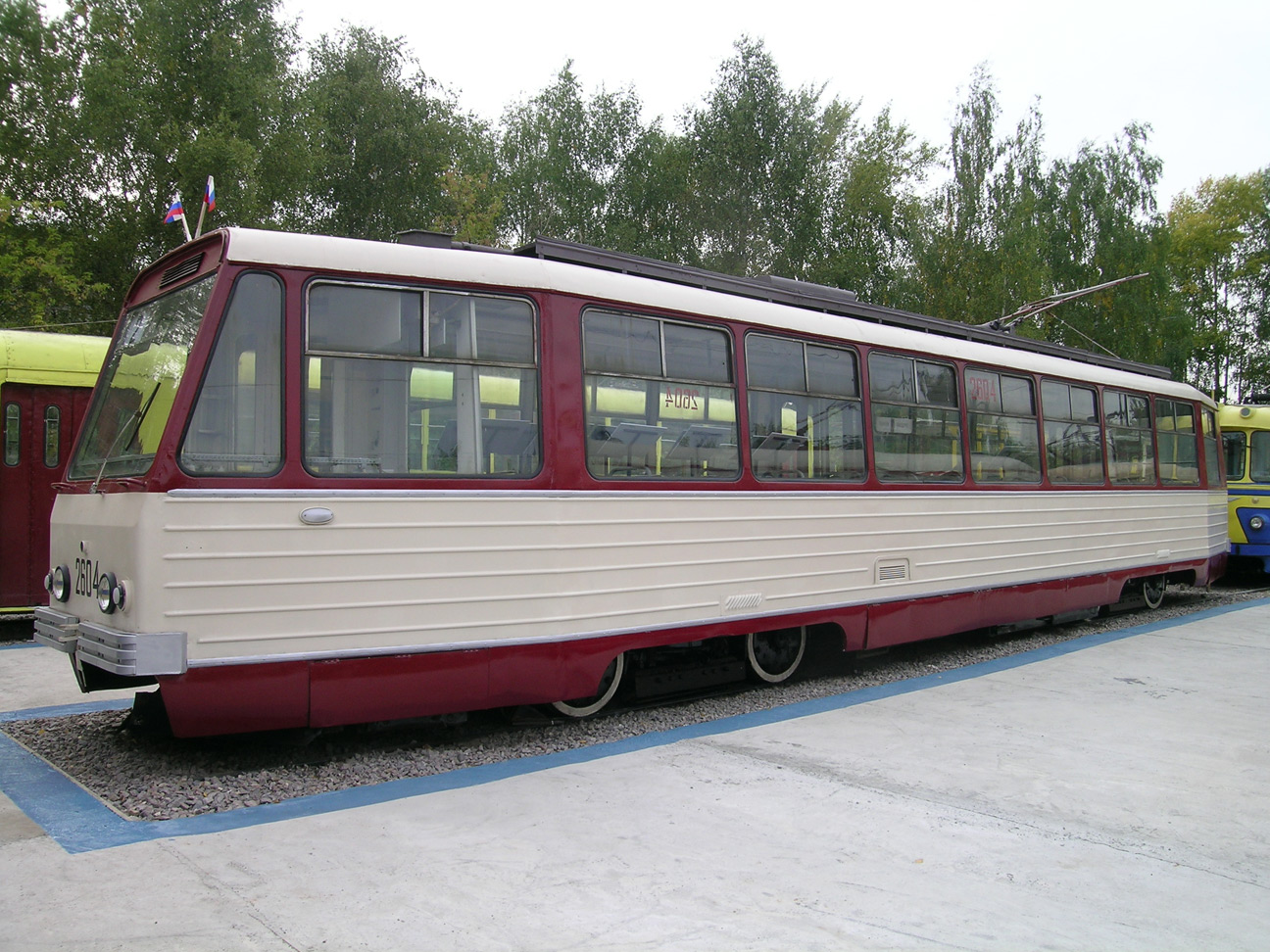
Трамвайний вагон РВЗ-7

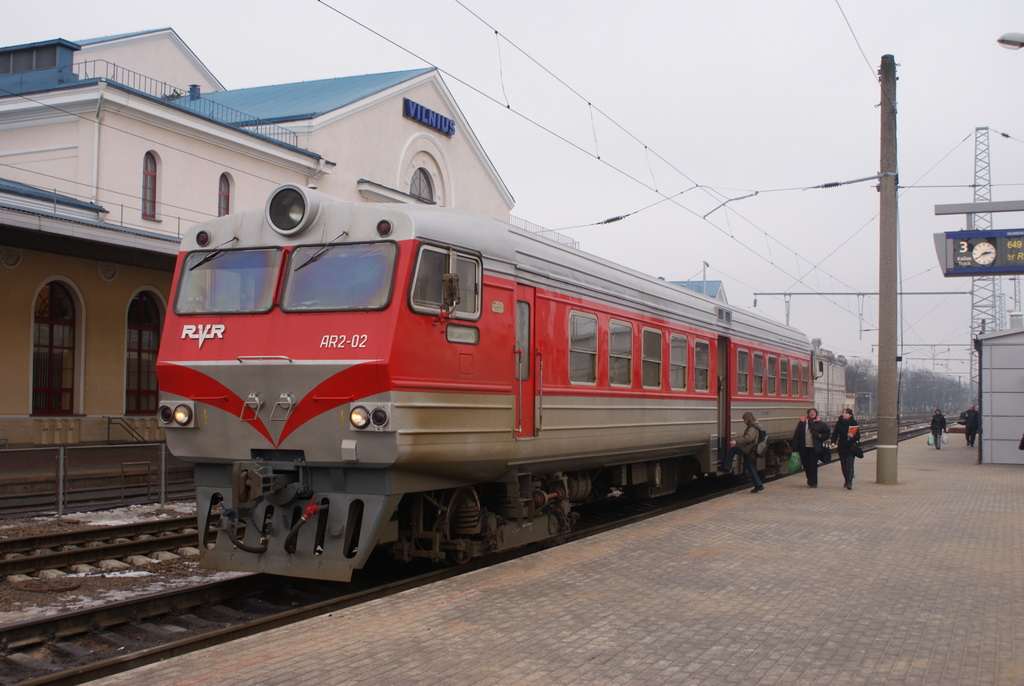
Автомотриса АР2-02

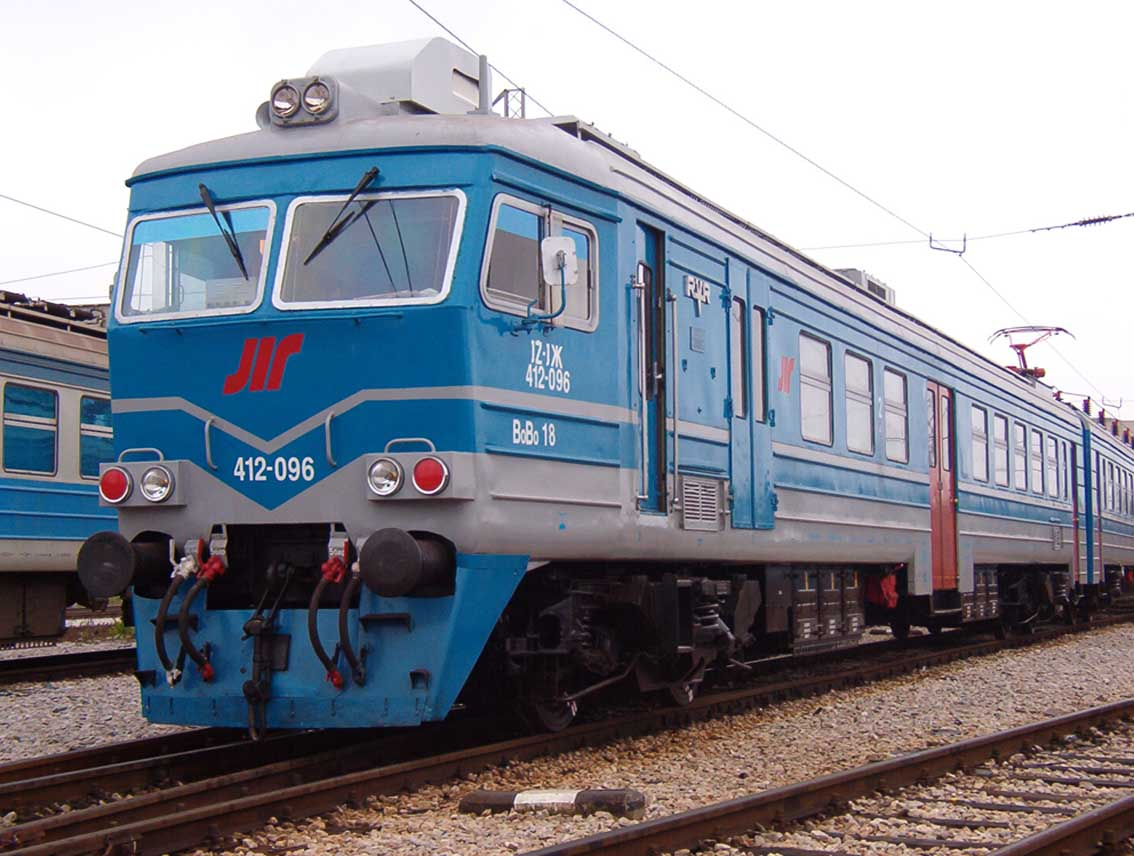
Електропоїзд 412-096

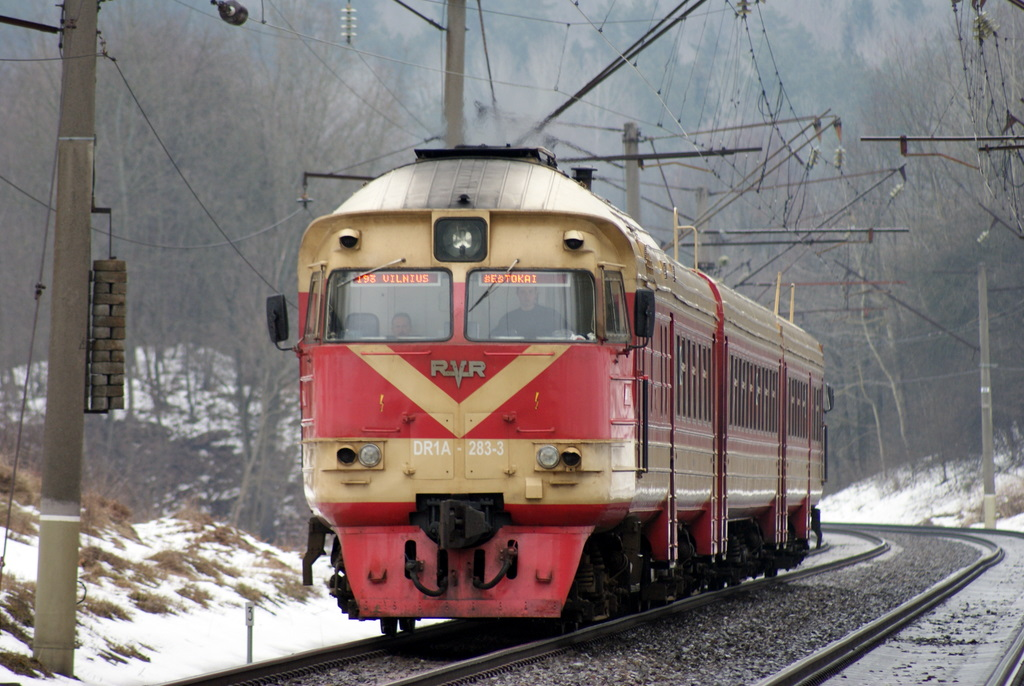
Дизель-поїзд ДР1А-283M

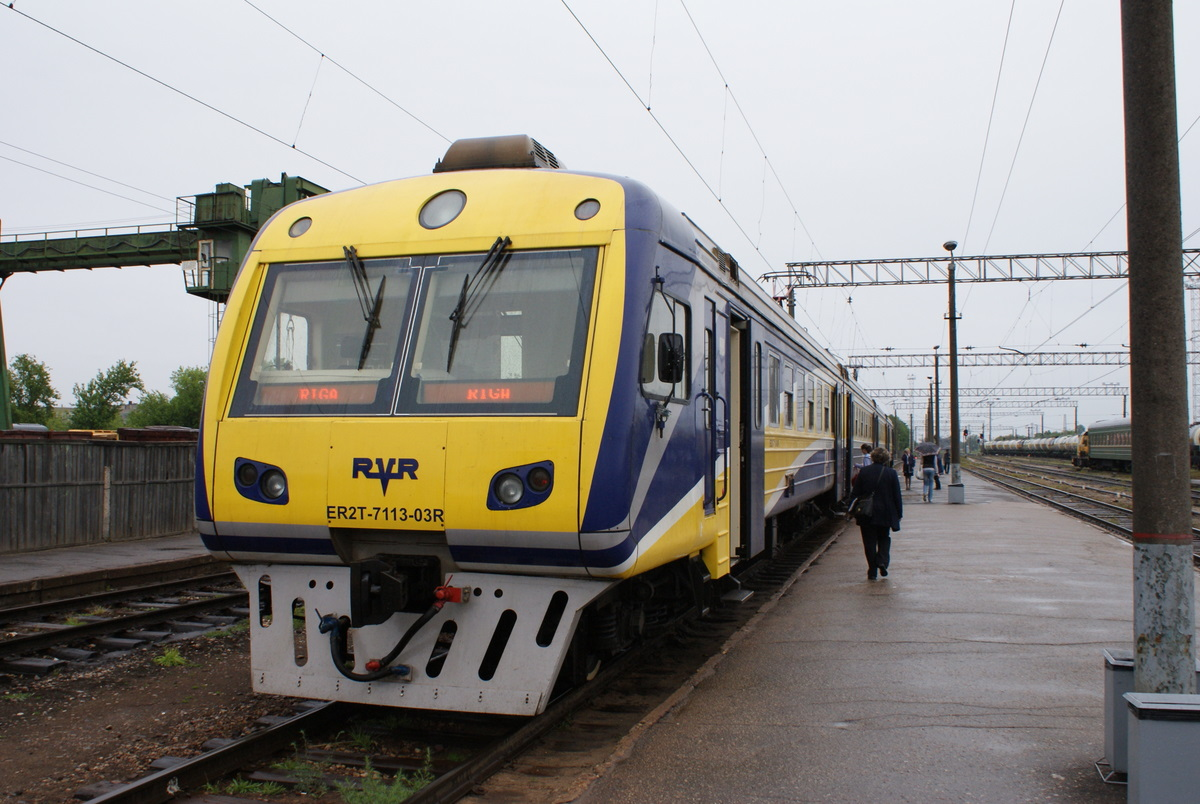
Електропоїзд ЕР2Т-7113-03R

01 (62-01) — 3-вагонна електросекція постійного струму серії СР 

02 (62-02) — моторний вагон електросекції серії СР (мод. 62-01) 

03 (62-03) — причіпний вагон електросекції серії СР (мод. 62-01) 

04 (62-04) — причіпний вагон з багажним відділенням електросекції серії СР (мод. 62-01) 

05 (62-05) — 3-вагонна електросекція постійного струму серії СР3 

06 (62-06) — моторний вагон електросекції серії СР3 (мод. 62-05) 

07 (62-07) — причіпний вагон електросекції серії СР3 (мод. 62-05) 

08 (62-08) — 3-вагонна електросекція постійного струму серії СН 

09 (62-09) — моторний вагон електросекції серії СН (мод. 62-08) 

10 (62-10) — причіпний вагон електросекції серії СН (мод. 62-08) 

11 (62-11) — 10-вагонний електропоїзд постійного струму серії ЕР1 

12 (62-12) — моторний вагон електропоїзда серії ЕР1 (мод. 62-11) 

13 (62-13) — головний причіпний вагон електропоїзда серії ЕР1 (мод. 62-11) 

14 (62-14) — проміжний причіпний вагон електропоїзда серії ЕР1 (мод. 62-11) 

17 (71-17) — трамвайний вагон РВЗ-6М2 

21 (62-21) — 10-вагонний електропоїзд постійного струму серії ЕР6 

22 (62-22) — моторний вагон електропоїзда серії ЕР6 (мод. 62-21) 

23 (62-23) — головний причіпний вагон електропоїзда серії ЕР6 (мод. 62-21) 

24 (62-24) — проміжний причіпний вагон електропоїзда серії ЕР6 (мод. 62-21) 

31 (62-31) — 10-вагонний електропоїзд змінного струму серії ЕР7 

32 (62-32) — моторний вагон електропоїзда серії ЕР7 (мод. 62-31) 

33 (62-33) — головний причіпний вагон електропоїзда серії ЕР7 (мод. 62-31) 

34 (62-34) — проміжний причіпний вагон електропоїзда серії ЕР7 (мод. 62-31) 

35 (62-35) — 10-вагонний електропоїзд змінного струму серії ЕР9 

36 (62-36) — моторний вагон електропоїзда серії ЕР9 (мод. 62-35) 

37 (62-37) — головний причіпний вагон електропоїзда серії ЕР9 (мод. 62-35) 

38 (62-38) — проміжний причіпний вагон електропоїзда серії ЕР9 (мод. 62-35) 

51 (62-51) — 8-вагонний електропоїзд постійного струму серії ЕР5 (проєкт) 

61 (62-61) — 10-вагонний електропоїзд постійного струму серії ЕР2 

62 (62-62) — моторний вагон електропоїзда серії ЕР2 (мод. 62-61) 

63 (62-63) — головний причіпний вагон електропоїзда серії ЕР2 (мод. 62-61) 

64 (62-64) — проміжний причіпний вагон електропоїзда серії ЕР2 (мод. 62-61) 

71 (62-71) — 4-вагонна електросекція постійного струму серії ЕР10 

72 (62-72) — головний моторний вагон електросекції серії ЕР10 (мод. 62-71) 

73 (62-73) — проміжний причіпний вагон електросекції серії ЕР10 (мод. 62-71) 

74 (62-74) — тележка моторного вагона електросекції серії ЕР10 (мод. 62-71) 

75 (62-75) — 8-вагонний електропоїзд змінного струму серії ЕР11 

76 (62-76) — головний моторний вагон електропоїзда серії ЕР11 (мод. 62-75) 

77 (62-77) — проміжний причіпний вагон електропоїзда серії ЕР11 (мод. 62-75) 

78 (62-78) — додатковий проміжний причіпний вагон електропоїзда серії ЕР11 (мод. 62-75) (проєкт) 

91 (62-91) — 4-вагонна електросекція постійного струму серії ЕР20 (проєкт) 

101 (62-101) — 10-вагонний електропоїзд змінного струму серії ЕР9П 

102 (62-102) — моторний вагон електропоїзда серії ЕР9П (мод. 62-101) 

103 (62-103) — головний причіпний вагон електропоїзда серії ЕР9П (мод. 62-101) 

104 (62-104) — проміжний причіпний вагон електропоїзда серії ЕР9П (мод. 62-101) 

105 (62-105) — 8-вагонний електропоїзд постійного струму серії ЕР22 

106 (62-106) — головний моторний вагон електропоїзда серії ЕР22 (мод. 62-105) 

107 (62-107) — проміжний причіпний вагон електропоїзда серії ЕР22 (мод. 62-105) 

110 (62-110) — 14-вагонний швидкісний електропоїзд постійного струму серії ЕР200 (№ 01) 

111 (62-111) — головний причіпний вагон електропоїзда серії ЕР200 (мод. 62-110) 

112 (62-112) — моторний вагон зі струмоприймачем електропоїзда серії ЕР200 (мод. 62-110) 

114 (62-114) — моторний вагон без струмоприймача електропоїзда серії ЕР200 (мод. 62-110) 

110 (62-116) — моторний електровагон серії ЕР23 

116 (62-116) — візок моторного вагона електропоїзда серії ЕР22 (мод. 62-105) 

209 (62-209) — 4-вагонний електропоїзд змінного струму серії 32 (ЕР25) (колії 1435 мм, для Болгарії) 

213 (62-213) — 10-вагонний електропоїзд змінного струму серії ЕР9А 

214 (62-214) — моторний вагон електропоїзда серії ЕР9А (мод. 62-213) 

215 (62-215) — головний причіпний вагон електропоїзда серії ЕР9А (мод. 62-213) 

216 (62-216) — проміжний причіпний вагон електропоїзда серії ЕР9А (мод. 62-213) 

217 (71-217) — трамвайний вагон РВЗ-7 

219 (62-219) — 8-вагонний електропоїзд постійного струму серії ЕР22М 

220 (62-220) — головний моторний вагон електропоїзда серії ЕР22М (мод. 62-219) 

221 (62-221) — проміжний причіпний вагон електропоїзда серії ЕР22М (мод. 62-219) 

222 (62-222) — уніфікований візок ТУР-02 моторних вагонів електропоїздів 

223 (62-223) — уніфікований візок ТУР-03 моторних вагонів електропоїздів 

224 (62-224) — уніфікований візок ТУР-01 моторних вагонів електропоїздів 

225 (62-225) — 12-вагонний електропоїзд постійного струму серії ЕР30 (проєкт) 

229 (62-229) — 12-вагонний електропоїзд змінного струму серії ЕР29 

233 (62-233) — 10-вагонний електропоїзд постійного струму серії ЕР24 (випускався на ДМЗ як ЕД2Т) 

234 (62-234) — моторний вагон електропоїзда серії ЕД2Т (мод. 62-233) 

235 (62-235) — головний причіпний вагон електропоїзда серії ЕД2Т (мод. 62-233) 

236 (62-236) — проміжний причіпний вагон електропоїзда серії ЕД2Т (мод. 62-233) 

239 (62-239) — 4-вагонний електропоїзд змінного струму серії ЕР31 (колії 1435 мм, для Болгарії (серія 33/233) та Югославії (серія 412/216)) 

247 (62-247) — 8-вагонний електропоїзд постійного струму серії ЕР22В 

248 (62-248) — головний моторний вагон електропоїзда серії ЕР22В (мод. 62-247) 

249 (62-249) — проміжний причіпний вагон електропоїзда серії ЕР22В (мод. 62-247) 

251 (62-251) — 10-вагонний електропоїзд постійного струму серії ЕР12 

255 (62-255) — 10-вагонний електропоїзд змінного струму серії ЕР9М 

259 (62-259) — 10-вагонний електропоїзд постійного струму серії ЕР2Р 

263 (62-263) — 10-вагонний електропоїзд змінного струму серії ЕР9Е 

267 (71-267) — трамвайний вагон РВЗ-7 

275 (62-275) — 10-вагонний електропоїзд змінного струму серії ЕР9ЕТ 

277 (71-277) — зічленований трамвайний вагон ТР-1 

281 (71-281) — зічленований трамвайний вагон ТР-2 

285 (62-285) — 14-вагонний швидкій електропоїзд постійного струму серії ЕР200 (№ 02) 

289 (62-289) — 10-вагонний електропоїзд змінного струму серії ЕР9Т 

297 (62-297) — 10-вагонний електропоїзд постійного струму серії ЕР2Т 

2011 (62-2011) — 10-вагонний електропоїзд змінного струму серії ЕР9ТМ 

2012 (62-2012) — моторний вагон електропоїзда серії ЕР9ТМ (мод. 62-2011) 

2013 (62-2013) — головний причіпний вагон електропоїзда серії ЕР9ТМ (мод. 62-2011) 

2014 (62-2014) — проміжний причіпний вагон електропоїзда серії ЕР9ТМ (мод. 62-2011) 

319 (63-319) — 6-вагонний дизель-поїзд серії ДР1П 

323 (63-323) — 6-вагонний дизель-поїзд серії ДР1А 

341 (63-341) — 6-вагонний дизель-поїзд серії ДР1А 

349 (63-349) — 6-вагонний дизель-поїзд серії ДР1А 

368 (63-368) — причіпний вагон з кабіною керування для дизель-поїзда серії ДРБ1 

369 (63-369) — дизель-поїзд серії ДР8 (проєкт) 

550 (63-550) — причіпний вагон з кабіною керування для дизель-поїзда серії ДДБ1 

555 (63-555) — 6-вагонний дизель-поїзд серії ДР1Б 

556 (63-556) — головний моторний вагон дизель-поїзда серії ДР1Б (мод. 63-555) 

557 (63-557) — проміжний причіпний вагон дизель-поїзда серії ДР1Б (мод. 63-555) 

558 (63-558) — проміжний причіпний вагон підвищеної комфортності дизель-поїзда серії ДР1Б (мод. 63-555) 

## Цікаві факти
- У 1960 році на заводі проходив переддипломну практику майбутній винахідник тролейбусного поїзда[3][4] Володимир Пилипович Веклич[5][6]. Він працював у відділі, що проєктував пристрої для управління двигунами електропоїздів, які працюють за системою багатьох одиниць, що і стало темою його дипломної роботи. Після захисту диплому, незважаючи на клопотання заводу, був розподілений в Київ, де 12 червня 1966 року[7] запустив в експлуатацію перший у світовій практиці тролейбусний поїзд[8]. Володимир Веклич завжди вважав, що робота над його винаходом розпочалася з досвіду, який він отримав на заводі[9]. У 1973 році його винахід повернувся до Риги. Місто стало третім у СРСР по кількості використовуваних тролейбусних поїздів Володимира Веклича. Їх максимальна кількість експлуатувалася в 1984 році - 87 одиниць[10].